# 흔한 코드
흔한 코드는 장조와 단조간의 겹치는 코드를 말한다.
- 사장조 또는 마단조는 다장조 또는 가단조와 C, Am, G, Em 코드가 겹친다.
- 라장조 또는 나단조는 다장조 또는 가단조와 G, Em 코드가 겹친다.
- 바장조 또는 라단조는 다장조 또는 가단조와 C, Am, F, Dm 코드가 겹친다.
- 내림나장조 또는 사단조는 다장조 또는 가단조와 F, Dm 코드가 겹친다.